# Emil Rothardt
Emil Rothardt (* 8. März 1905 in Gelsenkirchen als Emil Czerwinski; † 16. Februar 1969) war ein deutscher Fußballspieler. Er wurde 1934 mit dem FC Schalke 04 Deutscher Meister.

## Leben
Emil Czerwinski, in Gelsenkirchen geborener Sohn aus dem Landkreis Lyck im ostpreußischen Masuren zugezogener Eltern, schloss sich als 18-Jähriger dem FC Schalke 04 an. Er begann in der Mannschaft als Stürmer auf der rechten Seite, spielte dann 1925 in der Ruhrgaumeistermannschaft zwischen Thomas Student und Ernst Kuzorra auf Halbrechts, ehe er auf die Linksaußenposition wechselte. Hier fand der kleine, technisch versierte Spieler seinen Stammplatz im „Schalker Kreisel“. In dieser Zeit ließ er seinen Nachnamen in Rothardt germanisieren. Mit dem FC Schalke 04 gewann er 1929 und 1930 die westdeutsche Meisterschaft. Im Sommer 1930 gehörte er zu den 14 Spielern der ersten Schalker Mannschaft, die wegen Handgeldzahlungen zu Berufsspielern erklärt und gesperrt wurden. Die Sperre wurde im Frühjahr 1931 wieder aufgehoben, und 1932 wurde das Team erneut Westdeutscher Meister.
Noch immer mit Rothardt auf Linksaußen neben Mittelstürmer Hermann Nattkämper erreichten die „Knappen“ 1933 erstmals das Endspiel um die deutsche Meisterschaft. In der folgenden Saison leitete Rothardt mit zwei Treffern im Halbfinale gegen den SV Waldhof Mannheim die erneute Finalteilnahme ein. Im Endspiel bereitete er mit einem Eckstoß den Ausgleichstreffer von Fritz Szepan zum 1:1 in der 88. Minute vor, nach dem Kuzorra kurz vor Abpfiff den Siegtreffer zur ersten deutschen Meisterschaft des FC Schalke 04 erzielte. In der Meisterschaftsendrunde 1935 kam er lediglich noch in zwei Gruppenspielen zum Einsatz; seine Position nahm danach der neun Jahre jüngere Adolf Urban ein.
In 87 Pflichtspielen für den FC Schalke 04 erzielte Rothardt 42 Tore. Nachdem er den Verein 1935 verlassen hatte, ließ er sich im Bergischen Land als Wirt nieder.